# Lopérec
Lopérec (en bretó Lopereg) és un municipi francès, situat a la regió de Bretanya, al departament de Finisterre. L'any 2006 tenia 812 habitants.

## Demografia
| 1962                                       | 1968 | 1975 | 1982 | 1990 | 1999 |
| ------------------------------------------ | ---- | ---- | ---- | ---- | ---- |
| 1.082                                      | 943  | 769  | 674  | 723  | 714  |
| Des de 1962: població sense dobles comptes |      |      |      |      |      |

## Administració
| Període | Identitat       | Partit |
| ------- | --------------- | ------ |
| 2008-   | Jean-Yves Crenn |        |